# Teofilów (Sobolew)
Teofilów – dawniej samodzielna wieś, od 1990 część wsi Sobolew w województwie mazowieckim, w powiecie garwolińskim, w gminie Sobolew.
Teofilów stanowi zachodnią część Sobolewa o charakterze wsi rozproszonej.

## Historia
Dawniej samodzielna miejscowość. Od 1867 w gminie Sobolew. W okresie międzywojennym należała do powiatu garwolińskiego w woj. lubelskim. 14 października 1933 utworzono gromadę Teofilów w granicach gminy Sobolew. 1 kwietnia 1938 wraz z całym powiatem garwolińskim włączony do woj. warszawskiego.
Podczas II wojny światowej w Generalnym Gubernatorstwie, w powiecie garwolińskim w dystrykcie warszawskim. W 1943 Teofilów liczył 1018 mieszkańców.
Po wojnie Teofilów wszedł w skład terytorialnie zmienionego woj. warszawskiego. Według stanu z 1 lipca 1952 Teofilów stanowił jedną z 20 gromad gminy Sobolew.
W związku z reorganizacją administracji wiejskiej jesienią 1954, Teofilów wszedł w skład nowej gromady Sobolew, oprócz kolonii Teofilów, którą włączono do gromady Krempa.
Od 1 stycznia 1973 w reaktywowanej gminie Sobolew (powiat garwoliński). W latach 1975–1989 miejscowość należała administracyjnie do województwa siedleckiego.
1 stycznia 1990 roku Teofilów (a także sąsiedni Milanów) włączono do Sobolewa, a nazwę Teofilów zniesiono. Poza Sobolewem pozostała jedynie dawna, odległa kolonia Teofilowa, odłączona od niego w 1954 roku, a która odtąd stanowi część wsi Nowa Krępa.